# Wilhelm Matthias Naeff
Wilhelm Matthias Naeff (Altstätten, 19 febbraio 1802 – Muri bei Bern, 21 gennaio 1881) è stato un avvocato e politico svizzero.

## Biografia
Figlio di Johann Mathias. Tra il 1815 e il 1819 studiò da prima ad Aarau e poi a Losanna, in seguito completò gli studi di avvocato all'Università di Heidelberg conseguendovi il dottorato. Fu membro del partito liberale sangallese. Fu membro del parlamento e del governo di questo cantone tra il 1830 e il 1848. Il 16 novembre venne eletto tra i primi sette consiglieri federali della Confederazione Elvetica, carica che ricoprì fino al 1875, dirigendo tra il 1848 e il 1852 il dipartimento delle poste e dei lavori pubblici, nel 1853 quello politico essendo stato nominato Presidente della Confederazione, l'anno successivo quello del commercio e delle dogane, tra il 1855 e il 1859 di nuovo quelle delle poste e lavori pubblici, in seguito il nuovo dipartimento delle poste fino al 1866, tra il 1867 e il 1872 di nuovo il dipartimento del commercio e delle dogane, nel 1873 diresse quello delle finanze e poi quello delle ferrovie e del commercio, tra il 1874 e il 1875 diresse quello delle finanze e delle dogane. Il suo merito principale fu l'uniformazione e la riorganizzazione del sistema postale, che realizzò in collaborazione con il Consigliere nazionale Franz Eduard Erpf e l'allora direttore delle poste federali Benedikt La Roche. Come capo dicastero a più riprese del dipartimento delle poste poté gettare le basi legali per la rete telegrafica in pieno sviluppo (1852) e, con accordi con altri Paesi, regolamentò il traffico postale. Morì dopo vari ictus all'età di 78 anni.